# Bacharuddin Jusuf Habibie
Bacharuddin Jusuf Habibie  (25 tháng 6 năm 1936 - 11 tháng 9 năm 2019) là tổng thống Indonesia tại nhiệm từ năm 1998 đến năm 1999. Ông là Tổng thống có nhiệm kỳ ngắn nhất sau độc lập.
Nhiệm kỳ tổng thống của ông được coi là một bước chuyển tiếp sang kỷ nguyên hậu Suharto. Sau khi trở thành tổng thống, ông đã tự do hóa luật báo chí và chính trị của Indonesia, và tổ chức một cuộc bầu cử dân chủ sớm vào năm 1999, dẫn đến kết thúc nhiệm kỳ của ông. Ông là người Tổng thống thứ ba, và ngắn nhất, sau khi độc lập.

## Tiểu sử
B.J Habibie thường được gọi với tên thân mật là Rudy. Ông sinh ngày 25 tháng 6 năm 1936 tại Pare-Pare, Sulawesi Selatan, Indonesia. Habibie là con thứ 4 trong một gia đình có 8 anh chị em. Bố ông là Alwi Abdul Jalil Habibie - một nông dân gốc Gorontalo và mẹ ông – bà R.A. Tuti Marini Puspowardojo xuất thân từ một gia đình quý tộc người Java.
Thuở nhỏ Habibie sống cùng gia đình ở Pare-Pare, Sulawesi Selatan. Tính cách kiên định và tôn trọng nguyên tắc của ông đã được hình thành từ rất sớm. Habibie yêu thích cưỡi ngựa và đọc sách, ông được biết đến bởi sự thông minh lém lỉnh của mình kể từ khi vẫn còn là một học sinh tiểu học. Tuy nhiên, vào ngày 3 tháng 9 năm 1950, bố của Habibie đã qua đời vì lên cơn đau tim đột ngột trong lúc đang cầu nguyện. Không lâu sau khi bố qua đời, mẹ của ông đã bán nhà và xe, đồng thời chuyển đến Bandung sống cùng Habibie, bà đã làm việc rất vất vả để có thể kiếm đủ tiền trang trải chi phí sinh hoạt của cả gia đình, đặc biệt là Habibie. Vì rất yêu thích việc học nên Habibie sau đó đã quyết định theo học tại trường Gouvernments Middlebare. Ở trường trung học, ông bắt đầu đạt được những thành tựu nổi bật, đặc biệt là trong các môn học yêu cầu độ chính xác cao. Habibie trở thành một trong những nhân vật nổi tiếng nhất tại trường.
Sau khi tốt nghiệp trung học ở Bandung năm 1954, B.J Habibie theo học tại trường ITB (Institut Teknologi Bandung), nhưng khi chưa tốt nghiệp ở trường này thì ông nhận được học bổng từ Bộ Giáo dục và Văn hóa và tiếp tục hoàn tất việc học tại Đức. Theo chủ trương của tổng thống Sukarno về tầm quan trọng của việc làm chủ công nghệ, cả nước cần có cái nhìn sâu sắc và toàn diện hơn về hai ngành công nghệ hàng hải và công nghệ hàng không vũ trụ, hai lĩnh vực mà tại thời điểm đó Indonesia vẫn còn đang trên đà phát triển.
Indonesia dưới chính quyền của tổng thống Sukarno đã tài trợ một khoản tiền rất lớn cho hàng trăm sinh viên ưu tú nhất của Indonesia đi du học với hy vọng họ sẽ tiếp nhận được những tri thức mới từ các nước khác trên thế giới. Habibie là nhóm sinh viên thứ hai được gửi đi trong số hàng trăm học sinh trung học được cử đi học ở nhiều quốc gia khác nhau. Trong tiểu sử của B.J Habibie có ghi lại ông đã chọn theo học tại khoa Kỹ thuật hàng không với chuyên ngành Lắp ráp máy bay tại trường Rhein Westfalen Aachen Technische Hochschule (RWTH).
Ban đầu, Habibie chỉ quan tâm đến việc "làm thế nào để có thể chế tạo thành công một chiếc máy bay thương mại" cho dân tộc Indonesia, và đây cũng chính ý tưởng mà tổng thống Sukarno muốn thực hiện vào thời điểm đó. Cũng chính bởi điều này mà hàng loạt các công ty mang ý nghĩa chiến lược quốc gia lần lượt ra đời, trong đó phải kể đến PT PAL và IPTN.
Năm 1960, B.J Habibie tốt nghiệp kỹ sư tại trường Technische Hochschule, Đức. Ông tốt nghiệp loại xuất sắc với điểm học tập trung bình là 9,5. Sau khi đạt học vị kỹ sư, ông xin vào làm việc tại Firma Talbot, một công ty thuộc ngành công nghiệp đường sắt của Đức. Đồng thời, Habibie tiếp tục học lên học vị tiến sĩ tại trường Technische Hochschule Die Facultaet Fuer Maschinenwesen Aachen.
Năm 1962, Habibie trở về Indonesia trong ba tháng khi nghỉ ốm. Trong thời gian này, ông đã quen với Hasri Ainun, con gái của R. Mohamad Besari. Habibie đã biết Hasri Ainun trong thời thơ ấu, trung học cơ sở và trung học phổ thông tại SMA Kristen Dago (Trường trung học phổ thông Dago Christian), Bandung. Hai người kết hôn vào ngày 12 tháng 5 năm 1962, quay trở lại Đức ngay sau đó [3]. Habibie và vợ ông định cư tại Aachen trong một thời gian ngắn trước khi chuyển đến Oberforstbach. Tháng 5 năm 1963, họ có một con trai, Ilham Akbar Habibie.
Cuộc sống của hai người vào thời điểm đó vô cùng khó khăn. Mỗi sáng Habibie phải đi bộ đến nơi làm việc xa nhà để có thể tiết kiệm chi phí sinh hoạt, đến tối muộn ông mới trở về nhà và dành thời gian cho việc học của mình. Vợ của ông, bà Hasri Ainun Habibie cũng tiết kiệm chi phí bằng cách đứng xếp hàng trước nơi giặt rửa công cộng và đứng chờ rất lâu mỗi khi muốn giặt quần áo.
Năm 1965, Habibie tốt nghiệp tiến sĩ trường Technische Hochschule Die Facultaet Fuer Maschinenwesen Aachen loại xuất sắc với điểm học tập trung bình là 10. B.J. Habibie chỉ học một năm tại ITB Bandung, và đã dành 10 năm để lấy được bằng tiến sĩ chuyên ngành Lắp ráp máy bay ở Đức với danh hiệu Summa Cumlaude (xuất sắc). Sau đó, ông làm việc cho một công ty máy bay hàng đầu của Đức MBB, trước khi hưởng ứng lời kêu gọi của Tổng thống Sukarto và trở về Indonesia.
Sau khi trở về Indonesia, Habibie giữ chức Bộ trưởng Bộ Nghiên cứu và Công nghệ quốc gia trong 20 năm liền, điều hành 10 doanh nghiệp nhà nước trong ngành công nghiệp chủ chốt. Vào năm 1995, Habibie đã thành công trong việc sản xuất máy bay N250 Gatotkaca, chiếc máy bay đầu tiên do Indonesia sản xuất.
Máy bay N250 được thiết kế theo cách riêng của Habibie, trong suốt quá trình bay, N250 đã bay mà không gặp phải tình trạng "Dutch Roll" (thời hạn bay quá mức cho phép của máy bay), công nghệ của N250 rất tân tiến và Habibie đã chuẩn bị điều này cho 30 năm sắp tới. Habibie mất khoảng 5 năm để hoàn thành thiết kế ban đầu của N250. Đây là chiếc máy bay duy nhất trên thế giới sử dụng công nghệ Fly by Wire. Theo lời Habibie, N250 Gatotkaca có thời gian bay là 900 giờ và chỉ còn một bước nữa là sẽ nhận được giấy chứng nhận của FAA (Cục Hàng không Liên bang). Công ty IPTN thậm chí còn cho xây dựng xưởng chế tạo máy bay đặc biệt chuyên sản xuất N250 ở Mỹ và châu Âu nhằm cung ứng cho thị trường của những nước này, mặc dù vào thời điểm đó nhiều người đánh giá thấp máy bay được sản xuất bởi Indonesia, kể cả một số người dân trong nước.
IPTN dưới thời Habibie đã bắt đầu có những bước tiến quan trọng và tạo việc làm cho hơn 16.000 người công nhân, nhưng bất ngờ tổng thống Suharto quyết định đóng cửa IPTN và các ngành công nghiệp chiến lược khác cũng gặp phải tình trạng tương tự. Điều này được thực hiện khi cuộc khủng hoảng tiền tệ gây ảnh hưởng quá lớn đến Indonesia giai đoạn năm 1996-1998. Một lý do khác cho việc đóng cửa IPTN là do số tiền tài trợ Indonesia nhận được từ IMF (Quỹ tiền tệ quốc tế), một trong những điều kiện IMF đưa ra là dừng dự án chế tạo máy bay N250 vốn là niềm tự hào của Habibie. Tất cả các chuyên gia từng làm việc cho IPTN và các ngành công nghiệp chiến lược khác buộc phải sang nước ngoài làm việc, phần lớn trong số đó làm việc cho các nhà máy sản xuất máy bay ở Brazil, Canada, Mỹ và Châu Âu.
Ông mất ngày 11 tháng 9 năm 2019 tại Jakarta.

## Nghiên cứu và sự nghiệp ở Châu Âu
Habibie đã đi đến Delft, Hà Lan để nghiên cứu về hàng không và hàng không vũ trụ tại Đại học Công nghệ Delft Technische, nhưng vì những lý do chính trị (cuộc tranh chấp West New Guinea giữa Hà Lan và Indonesia), ông phải tiếp tục nghiên cứu tại Technische Hochschule Aachen (Đại học RWTH Aachen) ở Aachen, Đức Năm 1960, Habibie nhận bằng kỹ sư ở Đức với danh hiệu Diplom-Ingenieur. Ông vẫn ở Đức như một trợ lý nghiên cứu của Hans Ebner tại Viện Lehrstuhl und Institut für Leichtbau, RWTH Aachen để nghiên cứu về tiến sĩ..
Khi mức lương tối thiểu của Habibie buộc ông phải làm việc bán thời gian, ông tìm được việc làm với thương hiệu Talbot, nơi ông trở thành một cố vấn. Habibie làm việc cho hai dự án nhận được tài trợ từ Deutsche Bundesbahn